# Eilema humilis
Eilema humilis är en fjärilsart som beskrevs av Sir George Hamilton Kenrick 1914. Eilema humilis ingår i släktet Eilema och familjen björnspinnare. Inga underarter finns listade i Catalogue of Life.